# Uzbequistão nos Jogos Olímpicos de Verão de 2024
Uzbequistão participou dos Jogos Olímpicos de Verão de 2024, realizados em Paris, na França, entre 26 de julho a 11 de agosto. Foi a oitava participação consecutiva do país nos Jogos Olímpicos de Verão na era pós-soviética, sendo representado por 89 atletas que competiram em 16 esportes.
Com oito medalhas de ouro, esta foi a melhor performance do Uzbequistão em Olimpíadas desde a estreia em 1996, igualando também o total de medalhas conquistadas em 2016, de 13. As modalidades de combate consagraram 12 das 13 medalhas da nação, sendo o boxe o esporte mais vitorioso com cinco medalhas douradas. As demais medalhas vieram no judô (um ouro e dois bronzes), luta livre (um ouro e um bronze) e taekwondo (um ouro e uma prata), além de uma medalha prata no halterofilismo.

## Medalhas
| Atleta                  | Esporte        | Evento                    | Medalha |
| ----------------------- | -------------- | ------------------------- | ------- |
| Diyora Keldiyorova      | Judô           | Até 52 kg feminino        | Ouro    |
| Ulugbek Rashitov        | Taekwondo      | Até 68 kg masculino       | Ouro    |
| Hasanboy Dusmatov       | Boxe           | Até 51 kg masculino       | Ouro    |
| Asadkhuja Muydinkhujaev | Boxe           | Até 71 kg masculino       | Ouro    |
| Lazizbek Mullojonov     | Boxe           | Até 92 kg masculino       | Ouro    |
| Razambek Zhamalov       | Lutas          | Livre até 74 kg masculino | Ouro    |
| Abdumalik Khalokov      | Boxe           | Até 57 kg masculino       | Ouro    |
| Bakhodir Jalolov        | Boxe           | Mais de 92 kg masculino   | Ouro    |
| Akbar Djuraev           | Halterofilismo | Até 102 kg masculino      | Prata   |
| Svetlana Osipova        | Taekwondo      | Mais de 67 kg feminino    | Prata   |
| Muzaffarbek Turoboyev   | Judô           | Até 100 kg masculino      | Bronze  |
| Alisher Yusupov         | Judô           | Mais de 100 kg masculino  | Bronze  |
| Gulomjon Abdullaev      | Lutas          | Livre até 57 kg masculino | Bronze  |

## Competidores

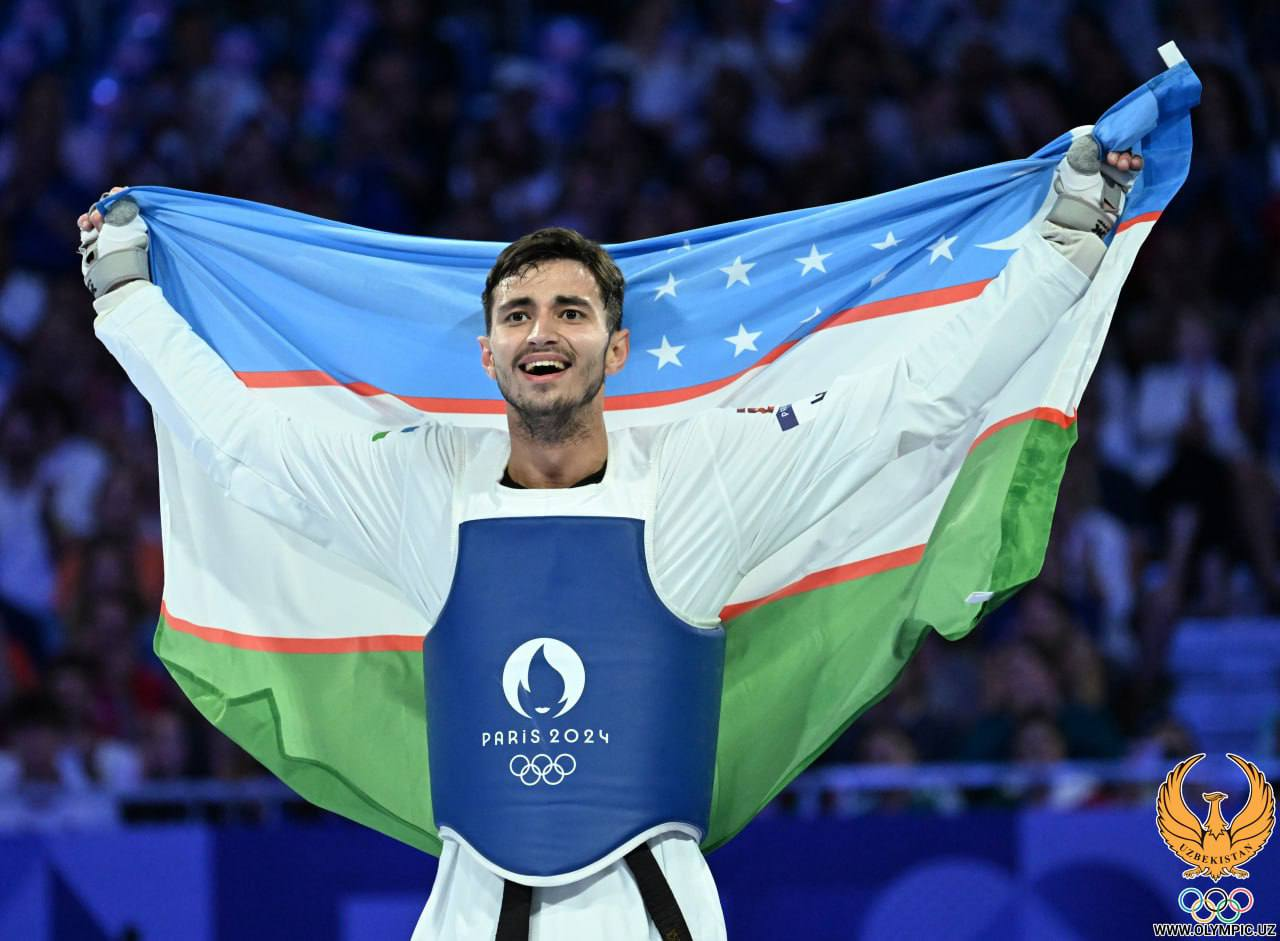
Ulugbek Rashitov celebrando a conquista da medalha de ouro no taekwondo

Esta foi a participação por modalidade nesta edição:
| Esporte            | Masculino | Feminino | Total |
| ------------------ | --------- | -------- | ----- |
| Atletismo          | 2         | 3        | 5     |
| Boxe               | 7         | 4        | 11    |
| Canoagem           | 1         | 2        | 3     |
| Ciclismo           | 1         | 2        | 3     |
| Esgrima            | 0         | 1        | 1     |
| Futebol            | 21        | 0        | 21    |
| Ginástica          | 3         | 6        | 9     |
| Halterofilismo     | 1         | 2        | 3     |
| Judô               | 7         | 5        | 12    |
| Lutas              | 6         | 1        | 7     |
| Natação            | 1         | 1        | 2     |
| Pentatlo moderno   | 0         | 1        | 1     |
| Remo               | 2         | 1        | 3     |
| Saltos ornamentais | 1         | 0        | 1     |
| Taekwondo          | 3         | 2        | 5     |
| Tiro com arco      | 1         | 1        | 2     |
| Total              | 57        | 32       | 89    |